# Аббатство Гленстал

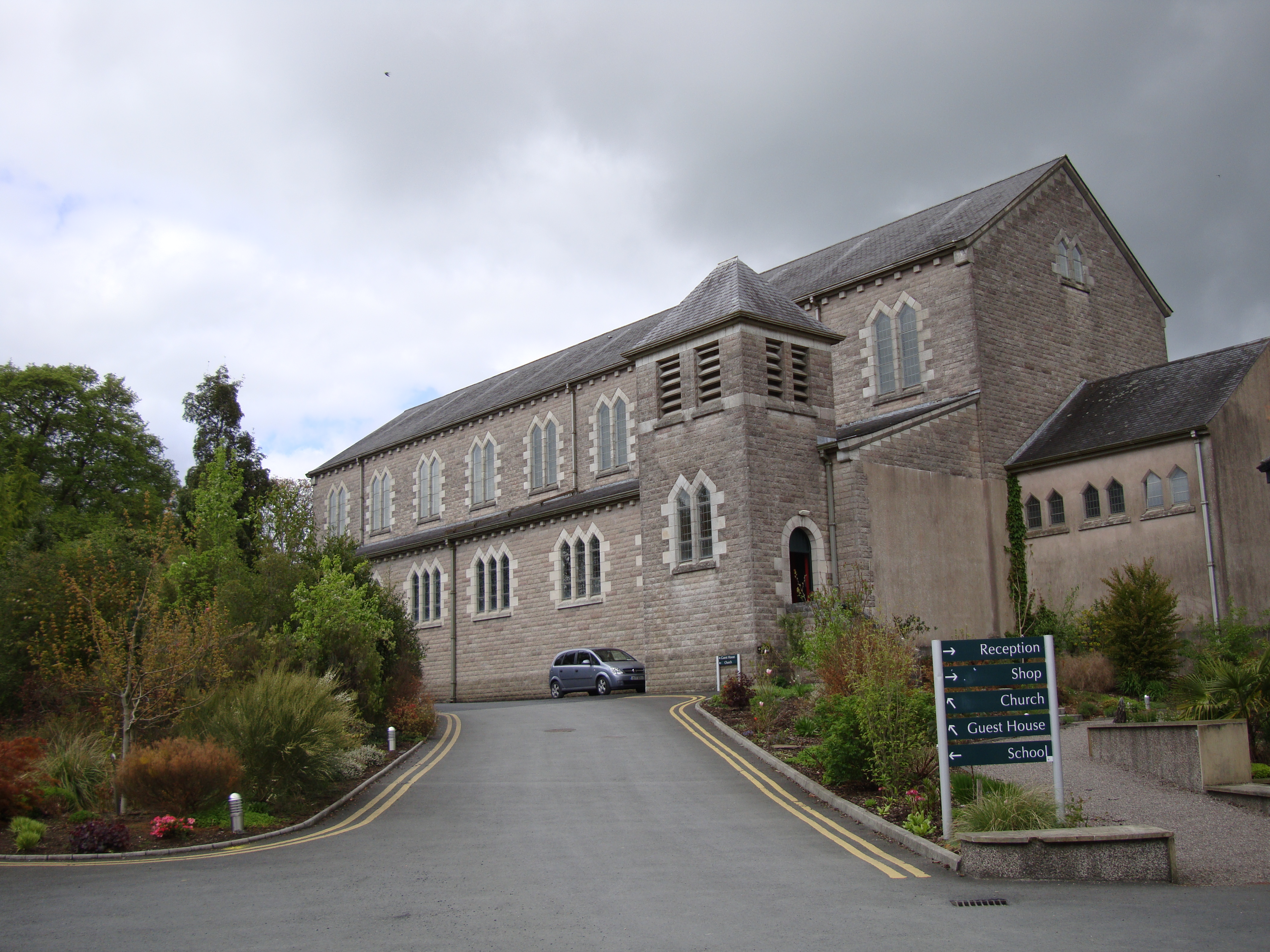
Церковь в аббатстве

Аббатство Гленстал (англ. Glenstal Abbey) — бенедиктинский монастырь в графстве Лимерик, Ирландия. Посвящён святым Колумбе и Иосифу.
На территории аббатства находится интернат для мальчиков, церковь, библиотека, ферма и зимний сад. Здесь постоянно проживают около 200 студентов и монахов, а также 50 сотрудников комплекса.